# Bonny
Bonny är en stad i delstaten Rivers i södra Nigeria, vid Guineabukten, 40 kilometer sydost om Port Harcourt. Den är den viktigaste exporthamnen för olja i Nigerdeltat. Bonny är administrativ huvudort för ett distrikt med samma namn, som hade 214 983 invånare vid folkräkningen 2006, på en yta av 642 kvadratkilometer.

## Historia
Staden var tidigare huvudstad i ett kungadöme med samma namn, och fram till början av 1800-talet var den en av de största hamnarna för slavtrafiken i Västafrika. År 1836 kapades här fyra spanska handelsskepp som lastat slavar av en brittisk kryssare. Kungen grep därför alla brittiska köpmän i Bonny, och britterna svarade med att hota med att bomba staden. Episoden slutade med att Bonny tvingades skriva under ett avtal om att sluta med slavexporten.